# العودة (مسلسل لبناني)
العودة هو مسلسل درامي لبناني عرض على قناة MBC دراما ابتداءً من 2 فبراير 2020.

## القصة
عندما تعود الكاتبة نسيم بعد غياب دام سبع سنوات إلى ديارها، تجد نفسها عالقة وسط تحقيق في قضية قتل، وعلاقة حب محرمة يتخللها الشك مع المحقق.